# Kanasaari (ö i Norra Karelen, Pielisen Karjala, lat 63,09, long 29,93)
Kanasaari är en ö i Finland. Den ligger i sjön Pielisjärvi och i kommunen Lieksa i den ekonomiska regionen  Pielinen-Karelen  och landskapet Norra Karelen, i den sydöstra delen av landet, 400 km nordost om huvudstaden Helsingfors. Öns area är 3,2 hektar och dess största längd är 290 meter i nord-sydlig riktning.